# ファニー・ファーマー

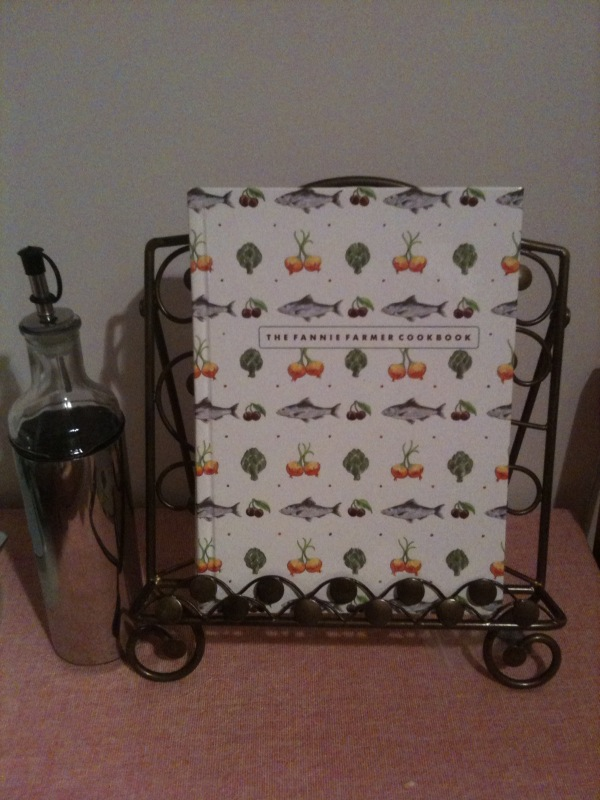
『ファニー・ファーマー・クックブック』(Fannie Farmer Cook Book)の1996年ハードカバー版

ファニー・メリット・ファーマー（Fannie Merritt Farmer、1857年3月23日 - 1915年1月16日）は、アメリカ合衆国の料理研究家である。その著書『ボストン・クッキングスクール・クックブック』は、アメリカにおける料理の教科書として広く使われている。

## 教育
ファニー・ファーマーは、1857年3月23日にマサチューセッツ州ボストンで生まれた。編集者のジョン・フランクリン・ファーマーとメアリー・ワトソン・メリットの間の4人姉妹の長女である。教育熱心な両親はファニーに大学進学を期待していたが、メドフォード高校在学中の16歳のときに脳の病気により半身不随となり、学校教育を受けることができなくなった。それから数年間は歩くこともできず、自宅で両親の介護を受けていた。その間、ファーマーは料理を始めた。
足を引きずりながらも歩けるようになったファーマーは、30歳のときにチャールズ・ショー夫人の勧めでボストン・クッキングスクールに入学した。ファーマーは、栄養学や健康食、病み上がりの料理、掃除や衛生の技術、食品の化学分析、料理やパン作りの技術、家庭の管理など、家政学運動が盛んだった当時において最も重要とされていた科学の要素を学び、1889年に同校を卒業した。ファーマーは同校でもトップクラスの生徒と認められていた。卒業後も講師として学校に留まり、1891年には校長に就任した。

## クックブック
ファニーは1896年に、彼女の最も有名な著書となった『ボストン・クッキングスクール・クックブック』(Boston Cooking-School Cook Book)を出版した。1884年にメアリー・ジョンソン・ベイリー・リンカーンが出版した『リンカーン夫人のボストン・クックブック』(Mrs. Lincoln's Boston Cook Book)に続くもので、ミルクトーストからジガラ・ア・ラ・リス(Zigaras à la Russe)まで、最終的に1,850点のレシピが掲載された。また、レシピ以外にも、家事や掃除、果物や野菜の缶詰や乾燥、栄養学などのエッセイも掲載された。
初版はリトル・ブラウン・アンド・カンパニーから出版されたが、3000部のみの自費出版だった。この本はアメリカ国内で人気となり、後に『ファニー・ファーマー・クックブック』(Fannie Farmer Cook Book)と題名を変え、別の著者による改訂を受けて100年以上経った今日でも出版され続けている。
この本では、調理中に食品の中で起こる化学反応を科学的に説明している。また、標準化された計量スプーンや計量カップの使用を推奨し、アメリカの料理レシピにおける計量システムの標準化にも貢献した。この本が登場する以前のアメリカのレシピでは、分量を「卵1個分のバター」や「ティーカップ1杯分の牛乳」のように表現していた。ファーマーは、「計量カップ一杯」「テーブルスプーン（大さじ）すり切り一杯」「ティースプーン（小さじ）すり切り一杯」のように体系的に説明した。

## 晩年
ファーマーは、1902年にボストン・クッキングスクールを辞め、自身の料理教室、ミス・ファーマーズ・スクール・オブ・クッカリーを設立した。最初は良家の女性や主婦を対象に料理の初歩を教えていたが、彼女の興味は病人のための食事に移り、"Food and Cookery for the Sick and Convalescent"（病人と病み上がりのための食事と料理）という本を執筆した。ファーマーはハーバード大学医学部に招かれて講義を行い、医師や看護師に療養中の食事や栄養について教えた。ファーマーは、病人に適切な食事を与えることの重要性を強く感じ、家庭料理やおしゃれな料理の分野ではなく、この分野での功績が最もよく記憶されるだろうと考えていた。ファーマーは、病室で食べる食事の見た目や味、盛り付けが、食欲のない病人や衰弱した人にとってどれほど価値があるかを、当時の誰よりもよく理解しており、コストや栄養価よりも重要視していた。
晩年の7年間は車いすを使用していた。体が動かなくなっても、講演や執筆、レシピの考案などを続けていた。亡くなる10日前には、最後の講演を行った。その講演は『ボストン・イブニング・トランスクリプト』紙に掲載され、それが全米の新聞に取り上げられた。
ファーマーは1915年1月16日に脳卒中の合併症により57歳で亡くなった。遺体はマサチューセッツ州ケンブリッジのマウント・オーバーン墓地に埋葬された。

## 著書
- Farmer, Fannie Merritt (1896). Boston Cooking-School Cook Book. Boston, MA: Little, Brown, and Company  A complete list of editions may be found at Boston Cooking-School Cook Book.
- Farmer, Fannie Merritt (1898). Chafing Dish Possibilities. Boston, MA: Little, Brown, and Company
- Farmer, Fannie Merritt (1904). Food and Cookery for the Sick and Convalescent. Boston, MA: Little, Brown & Co.
- Farmer, Fannie Merritt (1905). What to Have for Dinner: Containing Menus with Recipes for their Preparation. New York, NY: Dodge Publishing Company
- Farmer, Fannie Merritt (1911). Catering for Special Occasions, with Menus and Recipes. Philadelphia, PA: D. McKay
- Farmer, Fannie Merritt (1912). A New Book of Cookery: Eight-hundred and Sixty Recipes Covering the Whole Range of Cookery. Boston, MA: Little, Brown, and Company
- Farmer, Fannie Merritt (Editor) (1913). The Priscilla Cook Book for Everyday Housekeepers. Boston, MA: The Priscilla Publishing Company
- Farmer, Fannie Merritt (1914). A Book of Good Dinners for My Friend; or "What to Have for Dinner". New York, NY: Dodge Publishing Company [Republication of What to Have for Dinner: Containing Menus with Recipes for their Preparation (1905).]